# San Antón de Ceballos
San Antón de Ceballos är en ort i Mexiko.   Den ligger i kommunen Dolores Hidalgo och delstaten Guanajuato, i den centrala delen av landet, 260 km nordväst om huvudstaden Mexico City. San Antón de Ceballos ligger 1 950 meter över havet och antalet invånare är 241.
Terrängen runt San Antón de Ceballos är platt åt sydost, men åt nordväst är den kuperad. Runt San Antón de Ceballos är det ganska tätbefolkat, med 96 invånare per kvadratkilometer. Närmaste större samhälle är Dolores Hidalgo, 19,9 km norr om San Antón de Ceballos. Trakten runt San Antón de Ceballos består i huvudsak av gräsmarker.